# Malvastrum pucarense
Malvastrum pucarense är en malvaväxtart som beskrevs av Antonio Krapovickas. Malvastrum pucarense ingår i släktet Malvastrum och familjen malvaväxter. Inga underarter finns listade i Catalogue of Life.